# Île de Saint Paul
L'illa de Sant Pau (Île de Saint Paul) fou un territori francès format per l'illa de Sant Pau (avui dia illa de la Reunió o Réunion). No s'ha de confondre aquesta illa amb l'illa de Sant Pau, una de les illes dels Territoris Australs i Antàrtics Francesos, més a l'est de l'oceà Índic.

## Història
La moderna illa de la Reunió o Réunion és una de les poques illes de la regió de la qual els primers habitants van ser europeus. De fet, l'illa estava completament deshabitada abans de ser descoberta pels vaixells portuguesos en ruta cap a l'Índia. Si bé les dates del seu descobriment són vers 1500, els exploradors àrabs sembla que ja l'havien vist en els cinc segles anteriors.
Un navegant portuguès Diogo Dias, hi hauria anat a parar al juliol de 1500. Un altre navegant portuguès Pedro de Mascarenhas hi va arribar el 9 de febrer de 1512 o 1513, el dia de Santa Apolònia, en el seu camí a Goa; el navegant va donar a aquesta illa i altres de la regió el nom general de illes Mascarenyes (Mascarenhas). L'illa en concret apareix a continuació, en els mapes portuguesos sota el nom de Santa Apolonia i vers el 1520, les modernes Réunion, Maurici i Rodrigues són anomenades en conjunt Arxipèlag Mascarenhas del nom del navegant esmentat. Avui dia encara aquestes tres illes es diuen comunament les Mascarenyes.
A principis del segle xvii, l'illa era una parada en el camí a l'Índia per als vaixells holandesos i anglesos. El 23 de març de 1613, l'almirall holandès Pierre-Guillaume Veruff, al retorn a Java, es va aturar a l'illa. Un altre navegant angles la va batejar per la mateixa època com England's Forest, quan encara estava deshabitada.
El 1638 els francès Salomon Goubert la va reclamar per a França i li va donar el nom d'illa Sant Pau (Île Saint Paul). Els francesos van arribar a l'illa Sant Pau per prendre possessió oficial en nom del rei el setembre l'any 1642. El 1646 dotze amotinats expulsats de Madagascar foren abandonats a l'illa. El 1649 França li va donar oficialment el nom d'Illa Borbó.